# 알반 라퐁
알반 마크 라퐁 (Alban Marc Lafont, 1999년 1월 23일 ~ )는 프랑스의 축구 선수이며, 파나티나이코스에서 골키퍼로 활약하고 있다.